# Coupe d'Afrique des clubs champions de basket-ball 2013
Navigation
Édition précédente Édition suivante
La coupe d’Afrique des clubs champions de basket-ball 2013 est la 28e édition de la compétition organisée par la FIBA Afrique et réunissant les clubs africains de basket-ball masculins ayant remporté leur championnat national.

## Équipes qualifiées[1]
- Étoile sportive du Sahel (club organisateur)
- Al-Ahli Benghazi
- Sporting Club d'Alexandrie
- Club sportif constantinois
- LPRC Oilers
- Kano Pillars
- Malabo Kings
- Urunani
- Tali Basket-ball
- Recreativo do Libolo
- Primeiro de Agosto
- Ferroviário da Beira

## Premier tour

### Composition des groupes
| Groupe A - Étoile sportive du Sahel - Club sportif constantinois - Sporting Club d'Alexandrie - LPRC Oilers - Tali Basket-ball - Ferroviário da Beira | Groupe B - Primeiro de Agosto - Recreativo do Libolo - Kano Pillars - Al-Ahli Benghazi - Urunani - Malabo Kings |

### Résultats

#### Groupe A
- Qualifié pour les quarts de finale

| Pl. | Équipe                     | J | G | P | PP  | PC  | Diff | Pts |
| --- | -------------------------- | - | - | - | --- | --- | ---- | --- |
| 1.  | Étoile sportive du Sahel   | 5 | 4 | 1 | 403 | 290 | +113 | 9   |
| 2.  | Sporting Club d'Alexandrie | 5 | 4 | 1 | 402 | 308 | +94  | 9   |
| 3.  | Club sportif constantinois | 5 | 4 | 1 | 356 | 321 | +35  | 9   |
| 4.  | Tali Basket-ball           | 5 | 2 | 3 | 331 | 386 | -55  | 7   |
| 5.  | Ferroviário da Beira       | 5 | 1 | 4 | 283 | 276 | 7    | 6   |
| 6.  | LPRC Oilers                | 5 | 0 | 5 | 306 | 445 | -139 | 5   |

#### Groupe B
- Qualifié pour les quarts de finale

| Pl. | Équipe               | J | G | P | PP  | PC  | Diff | Pts |
| --- | -------------------- | - | - | - | --- | --- | ---- | --- |
| 1.  | Primeiro de Agosto   | 5 | 4 | 1 | 420 | 310 | +110 | 9   |
| 2.  | Recreativo do Libolo | 5 | 4 | 1 | 420 | 307 | +113 | 9   |
| 3.  | Al-Ahli Benghazi     | 5 | 3 | 2 | 391 | 413 | -22  | 8   |
| 4.  | Malabo Kings         | 5 | 2 | 3 | 381 | 359 | +22  | 7   |
| 5.  | Kano Pillars         | 5 | 2 | 3 | 382 | 380 | +2   | 7   |
| 6.  | Urunani              | 5 | 0 | 5 | 248 | 473 | -225 | 5   |

## Récompenses[2]
- Meilleur buteur :  Abubakar Usman
- Meilleur passeur  :  Abdelhalim Kaouane
- Meilleur rebounder :  Eric Nathaniel Coleman
- Meilleur bloqueur :  Dalibor Bagarić
- Meilleur interceptioneur :  Baimba Adams Manobah
- Meilleur turnover :  Craig O'Brian Winder

## Champion
| Coupe d’Afrique des clubs champions de basket-ball 2013 |
| ------------------------------------------------------- |
| Primeiro de Agosto 8e titre                             |